# کارین متزه
کارین متزه (انگلیسی: Karin Metze؛ زادهٔ ۲۱ اوت ۱۹۵۶) قایقران روئینگ اهل آلمان شرقی بود.
وی در مسابقات کشوری و بین‌المللی در مجموع برندهٔ ۳ مدال طلا شده‌است.